# Escravos do Desejo
Of Human Bondage (bra/prt: Escravos do Desejo) é um filme estadunidense de 1934, do gênero drama, dirigido por John Cromwell, e estrelado por Leslie Howard e Bette Davis. O roteiro de Lester Cohen foi baseado no romance homônimo de 1915, de W. Somerset Maugham.

## Sinopse
Philip Carey (Leslie Howard) é um respeitável médico inglês que possui uma deficiência chamada pé torto, e se apaixona perdidamente por Mildred Rogers (Bette Davis), uma garçonete seca e amoral. Ela o abandona para casar com um vendedor mas, após engravidar e separar-se, procura Philip, que a acolhe, pondo em risco sua carreira e posição social.

## Elenco
- Leslie Howard como Philip Carey
- Bette Davis como Mildred Rogers
- Frances Dee como Sally Athelny
- Kay Johnson como Norah
- Reginald Denny como Harry Griffiths
- Alan Hale como Emil Miller
- Reginald Sheffield como Cyril Dunsford
- Reginald Owen como Thorpe Athelny
- Tempe Pigott como Agnes Hollet
- Desmond Roberts como Dr. Jacobs

## Produção
Em 1932, o diretor Michael Curtiz mostrou a Cromwell uma cópia de seu filme recém-concluído "The Cabin in the Cotton", pois Cromwell estava interessado em escalar o protagonista, Richard Barthelmess, em um projeto que estava preparando. Em vez de Barthelmess, a atenção de Cromwell foi apontada para Bette Davis, cujo retrato de uma femme fatale trouxe à mente a garçonete desleixada Mildred, do romance "Of Human Bondage" (1915), de W. Somerset Maugham. Cromwell sabia que o produtor Pandro S. Berman havia adquirido os direitos da história de Maugham para Leslie Howard estrelar, e quando sugeriu que Davis seria a co-estrela perfeita, Berman concordou. Maugham também apoiou sua escalação para o papel.
O roteirista Wilson Mizner trouxe uma cópia do romance de Maugham para Davis, que estava no meio das filmagens de "20.000 Years in Sing Sing". Depois de ler e descobrir que a RKO detinha os direitos de exibição, ela implorou a Jack L. Warner para emprestá-la ao estúdio rival. "Na época, no entanto", Davis lembrou mais tarde, "A Warner Brothers tinha outros planos para mim. Eles achavam que precisavam desesperadamente de mim para clássicos imortais como Fashions of 1934, The Big Shakedown e Jimmy the Gent". Ela relutantemente filmou essas produções, assim como "Fog Over Frisco", mas continuou a pedir a autorização de Warner, que continuou a se opor, já que sentia que o papel de Mildred destruiria sua imagem glamourosa, a mesma razão pela qual Katharine Hepburn, Irene Dunne e Ann Harding teriam recusado participar do filme. "Uma heroína do mal como Mildred era realmente desconhecida naqueles tempos. J. L. não conseguia entender qualquer atriz que quisesse interpretar tal papel", disse Davis. Warner finalmente cedeu apenas porque Mervyn LeRoy queria trabalhar com a atriz contratada da RKO Irene Dunne em "Sweet Adeline", uma adaptação do musical de Jerome Kern e Oscar Hammerstein II, e os dois estúdios concordaram em trocar as atrizes por um período.

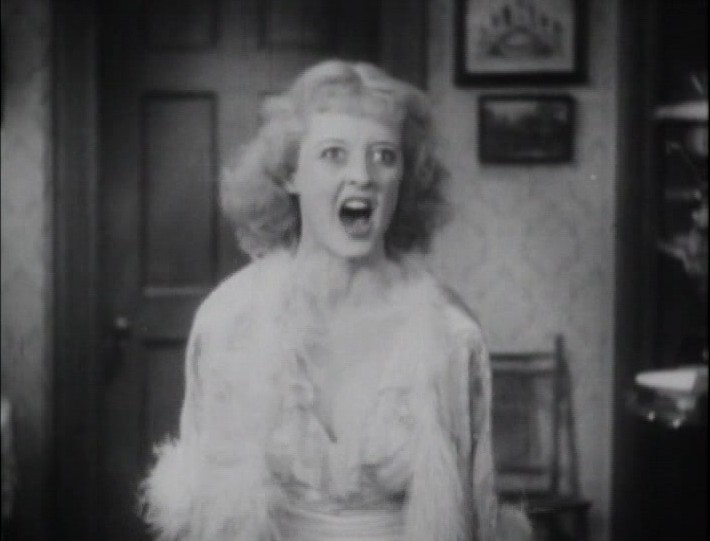
Bette Davis foi aclamada por sua interpretação da megera Mildred no filme.

A fim de se preparar para o papel, Davis contratou uma governanta inglesa: "Ela tinha a quantidade certa de cockney em seu sotaque para Mildred. Eu nunca disse a ela que ela estava me ensinando cockney – por medo de que ela exagerasse seu próprio sotaque"." Seus esforços não conseguiram impressionar Leslie Howard que, junto com outros membros do elenco britânico, estava chateado que uma estadunidense havia sido escalada ao papel. "Eu realmente não poderia culpá-los", Davis afirmou, "mas seu comportamento no set foi angustiante. O Sr. Howard lia livros fora do palco, o tempo todo recitando suas falas durante meus close-ups. Ele ficou um pouco menos desapegado quando foi informado de que a criança estava indo embora com o filme". O historiador de cinema Kingley Canham observa que Leslie Howard, no "eufemismo cavalheiresco" de sua atuação, serviu como um contrapeso à dominação frequente de Davis sobre seus colegas masculinos de elenco menos talentosos.
Davis fez sua própria maquiagem para as cenas que retratam os estágios finais da doença de Mildred, anteriormente sífilis, que se tornou uma tuberculose para satisfazer as exigências do código de produção, que, sob as regras de Joseph Breen, começou a expandir e aplicar rigidamente um código de produção abrangente. Em 1 de julho de 1934, três dias após o filme ser lançado, o sistema atualizado de censura foi formalmente anunciado.
"Deixei bem claro que Mildred não ia morrer de uma doença terrível parecendo ser uma debutante que havia perdido seu cochilo do meio-dia. Os últimos estágios de consumo, pobreza e negligência não são bonitos, e eu pretendia parecer convincente. Não pegamos leve, e Mildred emergiu ... tão nitidamente real quanto uma pestilência".

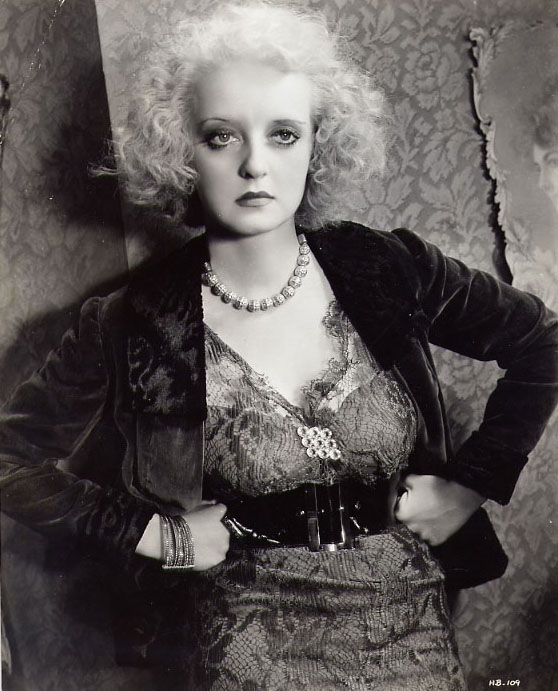
Fotografia publicitária de Bette Davis.

Refletindo sobre seu desempenho nos últimos anos, Davis disse: "Minha compreensão da vileza de Mildred – não compaixão, mas empatia – me deu uma pausa ... Eu ainda era inocente. E ainda assim, sobre as maquinações de Mildred, eu as entendi milagrosamente quando se tratava de interpretá-la. Muitas vezes eu tinha vergonha disso ... Suponho que nenhuma quantidade de racionalização pode mudar o fato de que todos nós somos feitos de bem e mal".
Nervosa com a reação do público à sua performance, Davis optou por não assistir a uma pré-estreia do filme em Santa Bárbara, embora sua mãe Ruth e seu marido Harmon O. Nelson tenham ido. Ruth mais tarde relatou: "Por uma hora e meia de realismo horrível, ficamos cravados sem falar uma palavra, com apenas um olhar fugaz de vez em quando um para o outro. Saímos do teatro em absoluto silêncio. Nenhum de nós sabia o que pensar, pois achávamos que o filme a arruinaria, mas o público gostaria da história desagradável assim como as pessoas na pré-estreia pareciam gostar?" Ao chegar em casa, seu marido disse a Davis que pensou que sua performance, enquanto "dolorosamente sincera", poderia prejudicar sua carreira.
Uma reação que os executivos da RKO não esperavam ouvir na pré-estreia era o riso. Depois de assistir ao filme várias vezes, eles sentiram que a trilha sonora de Max Steiner era a culpada, e o compositor escreveu uma nova que incluía um motivo para cada um dos personagens principais.

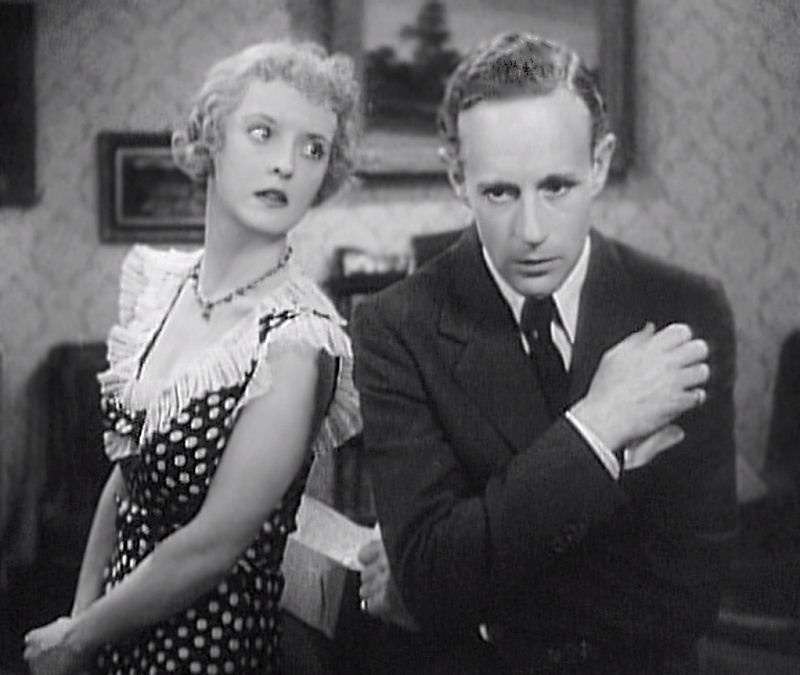
Bette Davis e Leslie Howard em cena do filme.

O filme estreou no Radio City Music Hall em 28 de junho de 1934, e foi lançado publicamente em 20 de julho. As críticas geralmente elogiosas incomodaram os executivos da Warner, que ficaram envergonhados por uma de suas atrizes contratadas estar sendo aclamada por um filme feito em outro estúdio, e tentaram excluir seu título de qualquer publicidade sobre Davis.
Embora sua indicação ao Oscar de melhor atriz tenha sido considerada uma coisa certa por muitos, ela foi ignorada em favor de Grace Moore por "One Night of Love", Norma Shearer por "The Barretts of Wimpole Street", e a eventual ganhadora Claudette Colbert por "It Happened One Night". Eleitores irritados ignoraram as indicadas nas cédulas de votação e escreveram o nome de Davis, que mais tarde foi anunciada em terceiro lugar, depois de Colbert e Shearer. Price Waterhouse foi contratado para contar os votos e iniciou o costume de manter os resultados em segredo no ano seguinte, quando Davis foi indicada ao Oscar de melhor atriz por "Dangerous". A Entertainment Weekly chamou o desprezo de Davis no Oscar de um dos piores de todos os tempos.

## Recepção
Mordaunt Hall, em sua crítica para o The New York Times, disse que o romance de Maugham "veio através da operação de ser transferido para a tela de uma forma inesperadamente saudável. Pode não possuir grande força dramática, mas a qualidade muito realista da história e a autenticidade marcada de sua atmosfera fazem com que os espectadores se apeguem a cada palavra pronunciada pelo interessante grupo de personagens". Ele achou que o desempenho de Leslie Howard "excede qualquer interpretação que ele tenha dado diante da câmera. Nenhuma ilustração mais especializada de ficar sob a pele do personagem foi feita em filmes", e descreveu Bette Davis como "enormemente eficaz". Também naquele ano, um crítico da revista Life chamou o desempenho de Bette Davis o maior já registrado na tela por uma atriz.
Davis, no entanto, não conseguiu ganhar uma indicação ao Oscar de melhor atriz, que contou com apenas três indicadas (Claudette Colbert, Norma Shearer e Grace Moore) fazendo o corte final. Uma facção barulhenta aclamando o desempenho de Davis acabou com o Oscar permitindo votos de "inscrição", além das nomeações oficiais naquele ano. Colbert, estrelando em três principais filmes naquele ano, no entanto, ganhou facilmente o prêmio por "It Happened One Night" (ela também estrelou em outros dois filmes indicados em prêmios da Academia, "Imitation of Life" e "Cleópatra"), com Shearer ficando em segundo. Davis, não oficialmente indicada, ficou em terceiro lugar e, segundo consta, a também não indicada Myrna Loy ficou em quinto entre os cinco primeiros lugares por sua atuação em "The Thin Man".
O filme registrou uma perda de US$ 45.000.

## Mídia doméstica
Em 1962, o filme entrou em domínio público nos Estados Unidos porque os reclamantes não renovaram seu registro de direitos autorais no 28.º ano após a publicação do filme. Consequentemente, existem inúmeras cópias de DVD e streaming online disponíveis. WarnerMedia são os atuais proprietários da maior parte da biblioteca de filmes da RKO, e um DVD britânico foi lançado em 2003 pela Warner Home Video.
Os materiais pré-impressos e originais não existem mais, mas o filme foi preservado pela Biblioteca do Congresso dos Estados Unidos com elementos de 35mm de arquivo, e esta versão foi lançada em DVD nos EUA e Blu-ray por Kino Lorber em 2013.

## Prêmios e indicações
| Ano  | Cerimônia | Categoria    | Indicado    | Resultado              |
| ---- | --------- | ------------ | ----------- | ---------------------- |
| 1935 | Oscar     | Melhor atriz | Bette Davis | Indicado (Não-oficial) |